# Vedda

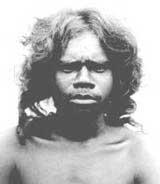
Un vedda

I vedda (o wanniyala-aetto, veddah, cioè popolo della foresta; in lingua singalese වැද්දා /ˈvæddaː/ o [ˈʋædːaː]) sono una popolazione aborigena dello Sri Lanka di origine munda.
Si tratta dei discendenti della comunità paleolitica che abitava nell'isola dell'Oceano Indiano circa 18.000 anni fa. A causa delle continue invasioni provenienti dall'India, i vedda sono stati costretti a vivere nelle foreste e proprio per questo molti sono stati assimilati dai tamil e dai singalesi. Oggi solo una piccola parte di loro conserva la cultura e le tradizioni originali.

## Suddivisioni
I Vedda che parlano singalese si trovano principalmente nella parte sud-orientale del paese, in particolar modo nel distretto di Uva, e nel distretto di Anurādhapura, nella provincia Centro-Settentrionale.
Un altro gruppo distinto, chiamato "Vedda della costa", si trova nella zona costiera orientale dello Sri Lanka, principalmente fra Batticaloa e Trincomalee. Questi Vedda parlano tamil.

## Cultura

### Religione
I Vedda che vivono all'interno del paese seguono una forma di religione che mischia animismo e buddhismo nominale. Invece, i Vedda che abitano nella costa orientale mischiano l'animismo con una forma di Induismo nominale.
Una delle caratteristiche notevoli della religione dei Vedda è l'adorazione degli antenati morti, che sono chiamati Nae Yaku tra i Vedda che parlano singalese. Ci sono inoltre delle divinità peculiari dei Vedda, fra cui Kande Yakka.
Entrambe le due suddivisioni di Vedda, insieme con i Buddisti, Induisti e Musulmani dell'isola venerano il complesso del tempio situato a Kataragama, a dimostrazione di una forma di sincretismo che si è evoluta in circa 2000 anni di coesistenza. Secondo la tradizione, a Kataragama il dio induista Skanda (Murugan in tamil) sposò una ragazza di una tribù locale, Valli, che si dice fosse una Vedda.

### Matrimonio
Tra i Vedda, il rituale matrimoniale è molto semplice. La donna annoda il polso dell'uomo con una corda ottenuta dalla corteccia degli alberi (in origine intrecciata dalla donna stessa): questo gesto costituisce l'essenza della cerimonia e la simbolica accettazione da parte della donna di quell'uomo quale suo compagno per la vita.
Nelle società Vedda il matrimonio è di regola monogamico, anche se il divorzio è conosciuto e praticato soprattutto nei primi tempi della convivenza coniugale: in origine tendenzialmente endogamico, si è modificato nel senso che recentemente meno di 1/6 dei matrimoni Vedda avviene tra primi cugini, e sono praticati anche matrimoni misti con le comunità limitrofe musulmane di etnia tamil ovvero singalesi.

### Culto dei morti
I Vedda credono nel culto dei morti. Essi adoravano il Nae Yakka (spirito parente), seguito da rituali chiamati Kiri Koraha, che sono ancora in voga fra i Vedda di Rathugala, Pollebedda Dambana e fra i Vedda Henanigala nella zona del Mahaweli.

## Lingua
I Vedda hanno adottato la lingua singalese, ma con l'uso di termini peculiari (specialmente in relazione alla foresta e al loro modo di vivere) che non sono di origine singalese e che probabilmente risalgono alla lingua originariamente parlata da loro.
Ad esempio, il termine Vedda per "amico" è ruhang, mentre in singalese si dice yaluwa (IPA [jaːluaː]). Sulla costa orientale ci sono comunità di Wanniyala-Aetto che parlano invece tamil.